# Індуктивне моделювання
Індуктивне моделювання — це самоорганізовний процес еволюційного переходу від первинних даних до явних математичних моделей, що відображають ті закономірності функціонування модельованих об'єктів і систем, які неявно містяться в наявних експериментальних, дослідних, статистичних даних.

## Індуктивне моделювання в Україні
В Україні з 2009 року з періодичністю раз на рік виходить загальнодержавний науковий збірник «Індуктивне моделювання складних систем» (українською, російською та англійською мовами). Видавці: Міжнародний науково-навчальний центр інформаційних технологій і систем НАН України та МОН України та Інститут металофізики імені Г. В. Курдюмова НАН України. Головний редактор — Володимир Степашко.